# لوری برد، لوری
لور برد (به ارمنی: Լոռի բերդ) یک روستا در ارمنستان است که در استان لوری واقع شده‌است.  در  کیلومتری شمال وانادزور، مرکز استان لوری واقع شده است.

## خصوصیات
لور برد ۴۵۰ نفر جمعیت دارد و ۱٬۳۷۹ متر بالاتر از سطح دریا واقع شده‌است.  در  کیلومتری شمال وانادزور، مرکز استان لوری واقع شده است.

## قلعه لوری برد
یک قلعه ارمنی است که در ۵ کیلومتری شمال شرق شهر استپاناوان و در ۲۹ کیلومتری شهر وانادزور در قسمت چپ رودخانه زوراگت قرار دارد.

## نگارخانه

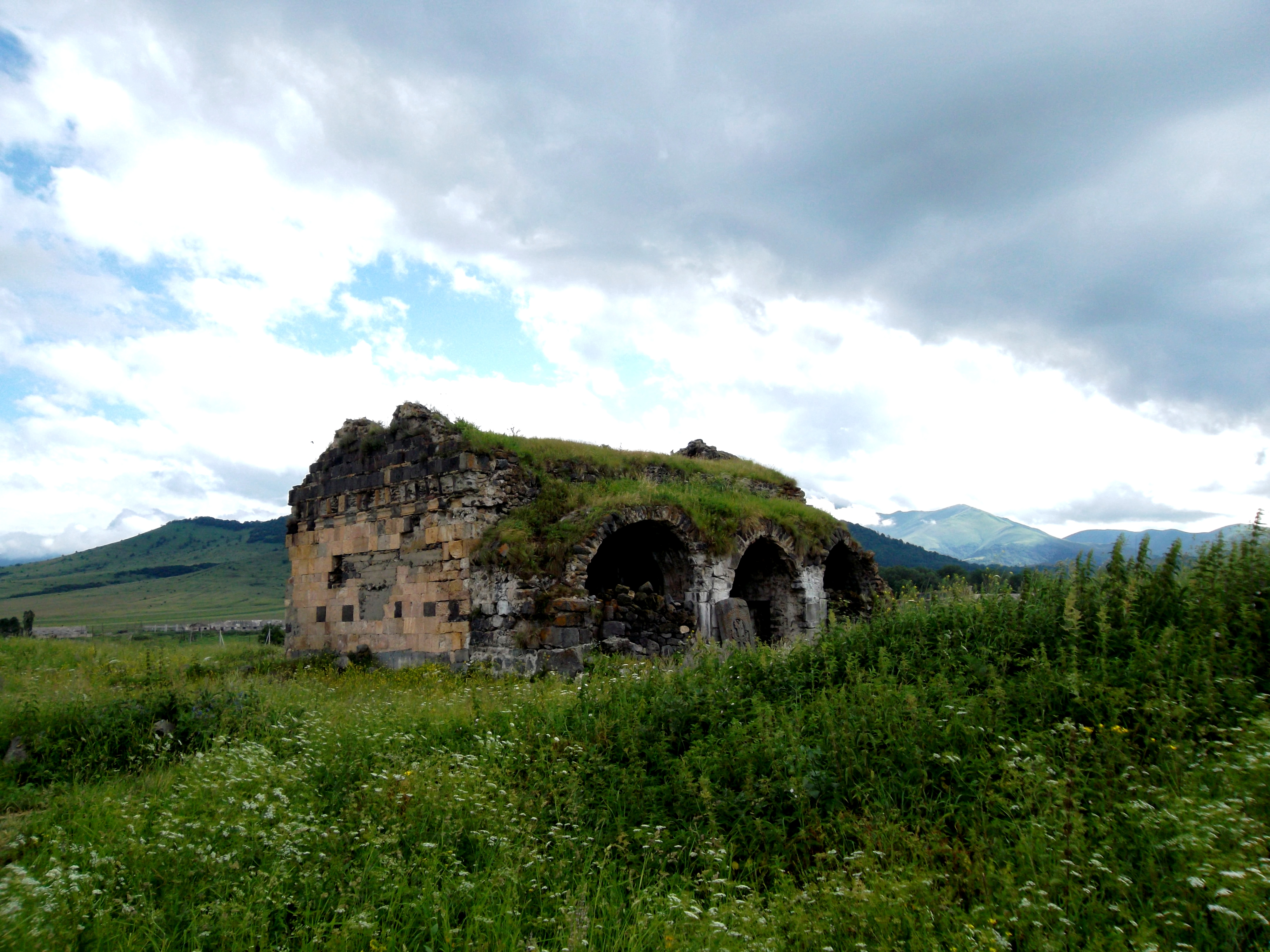
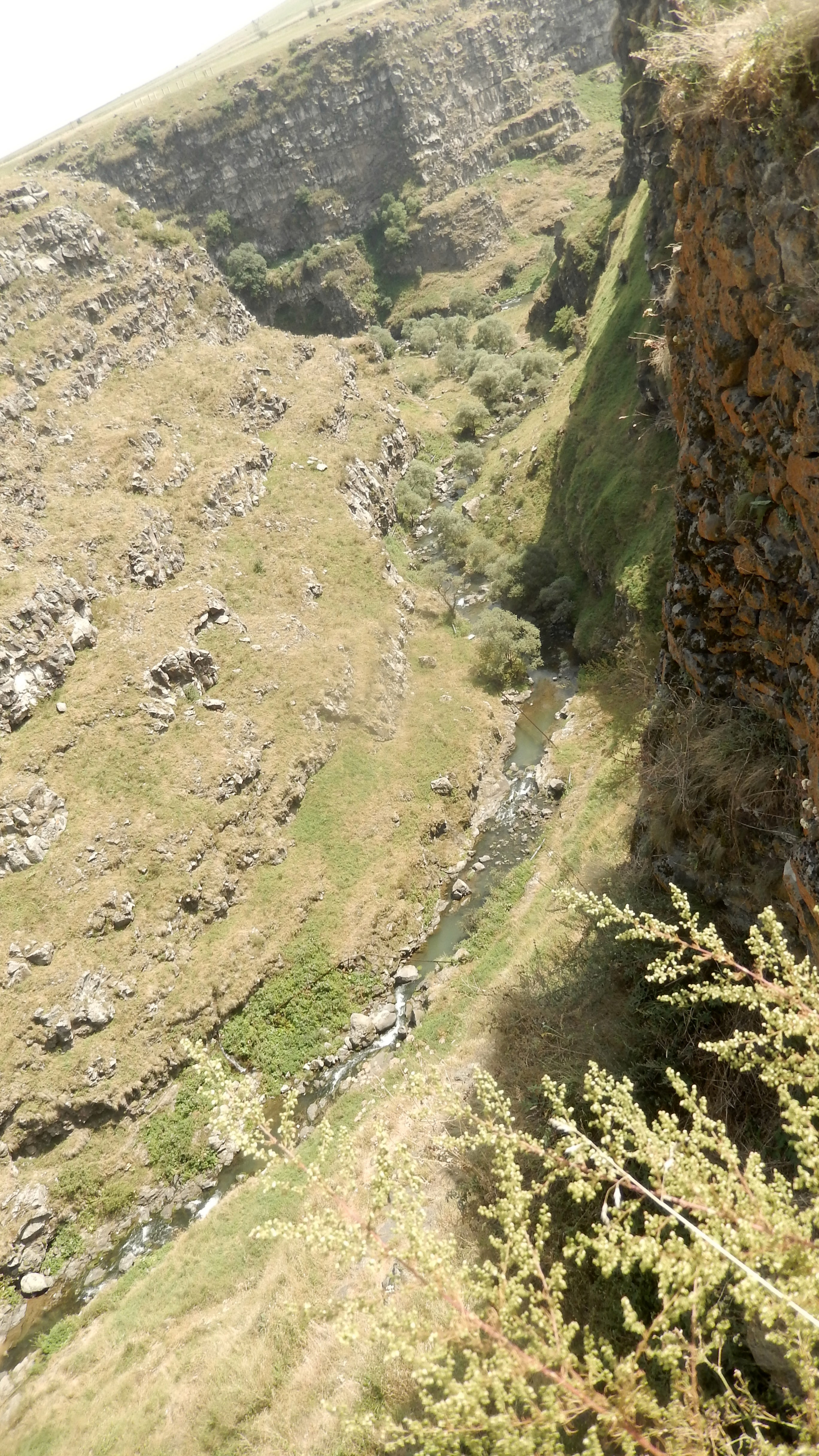
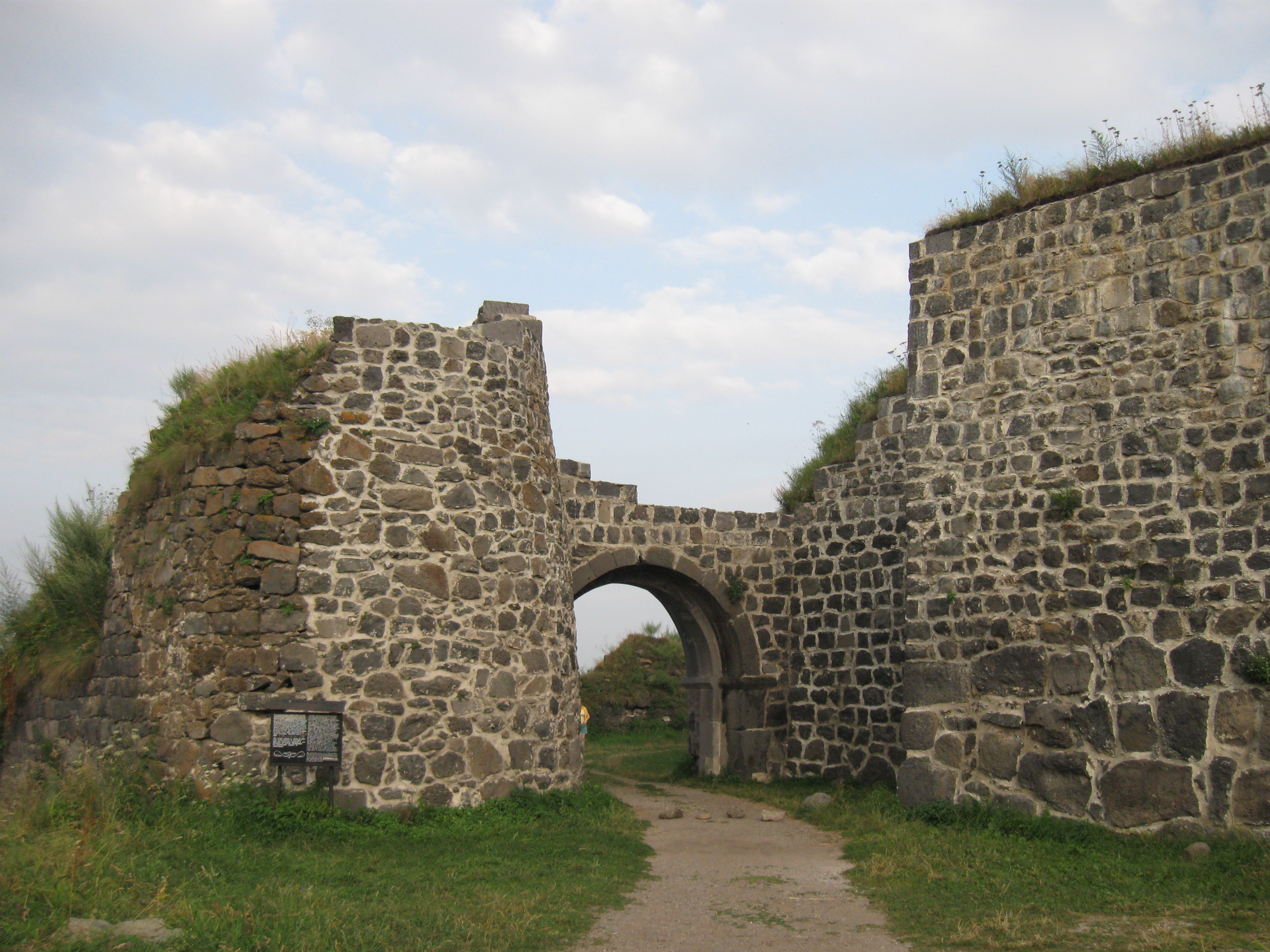
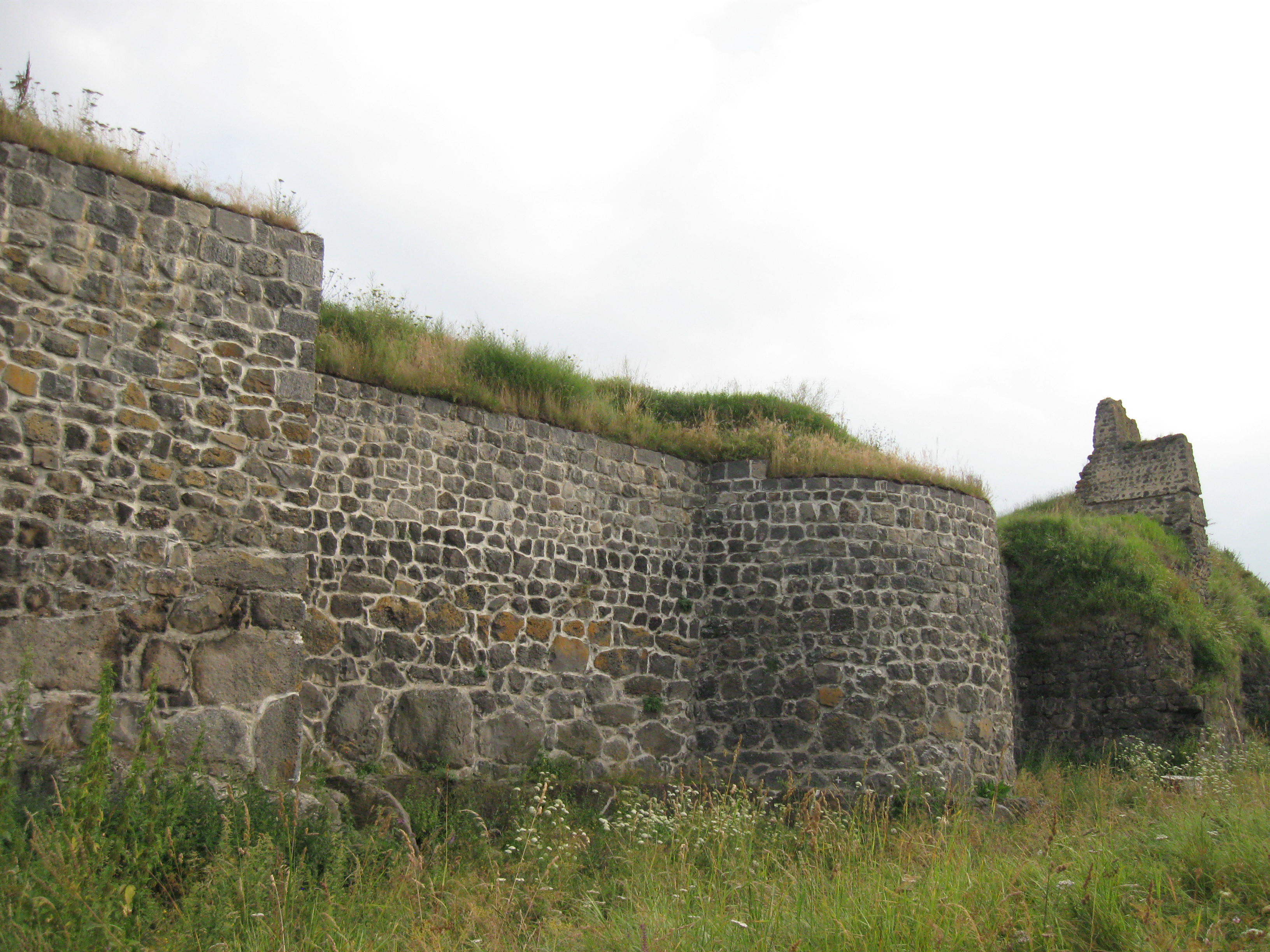
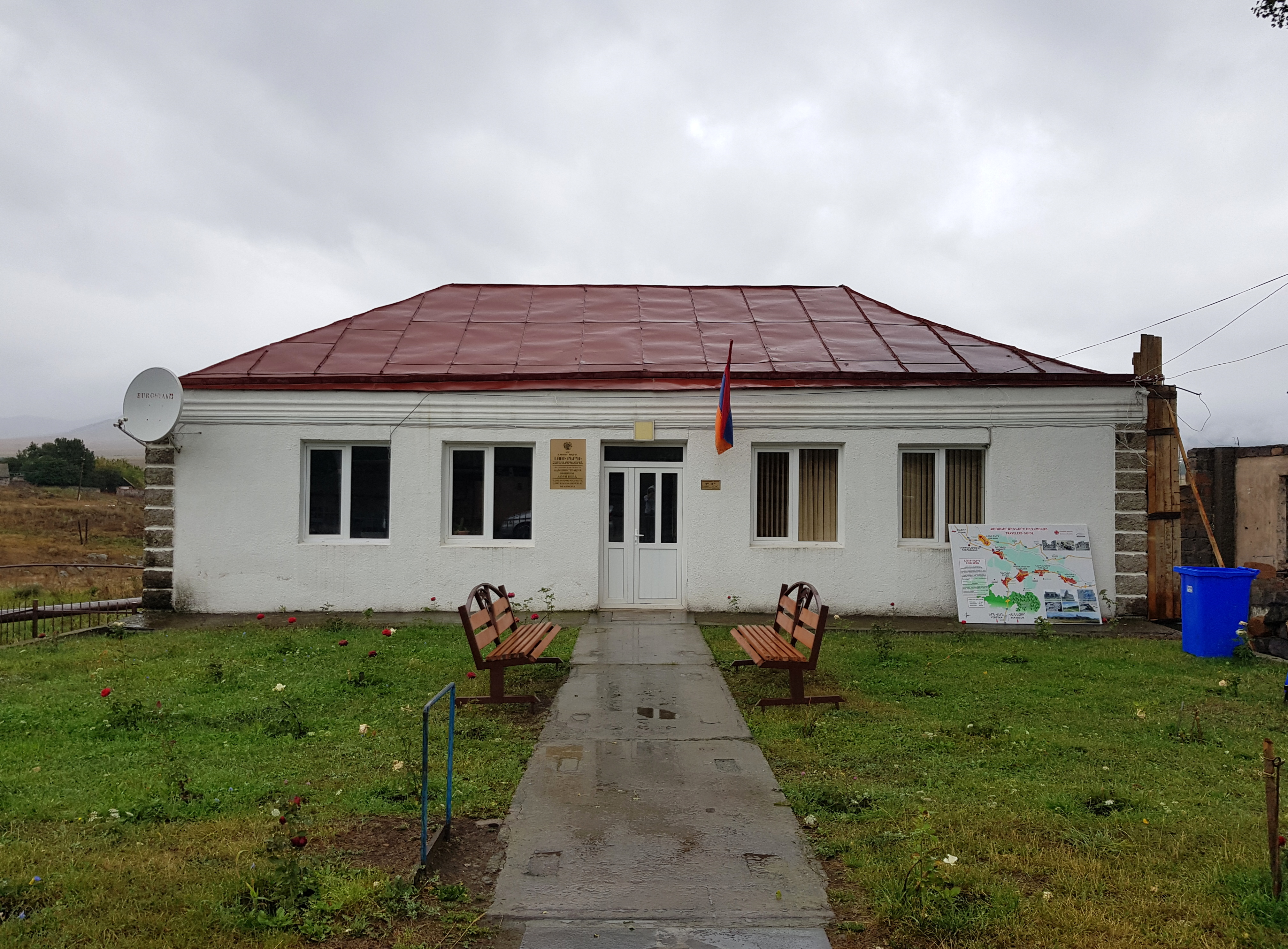
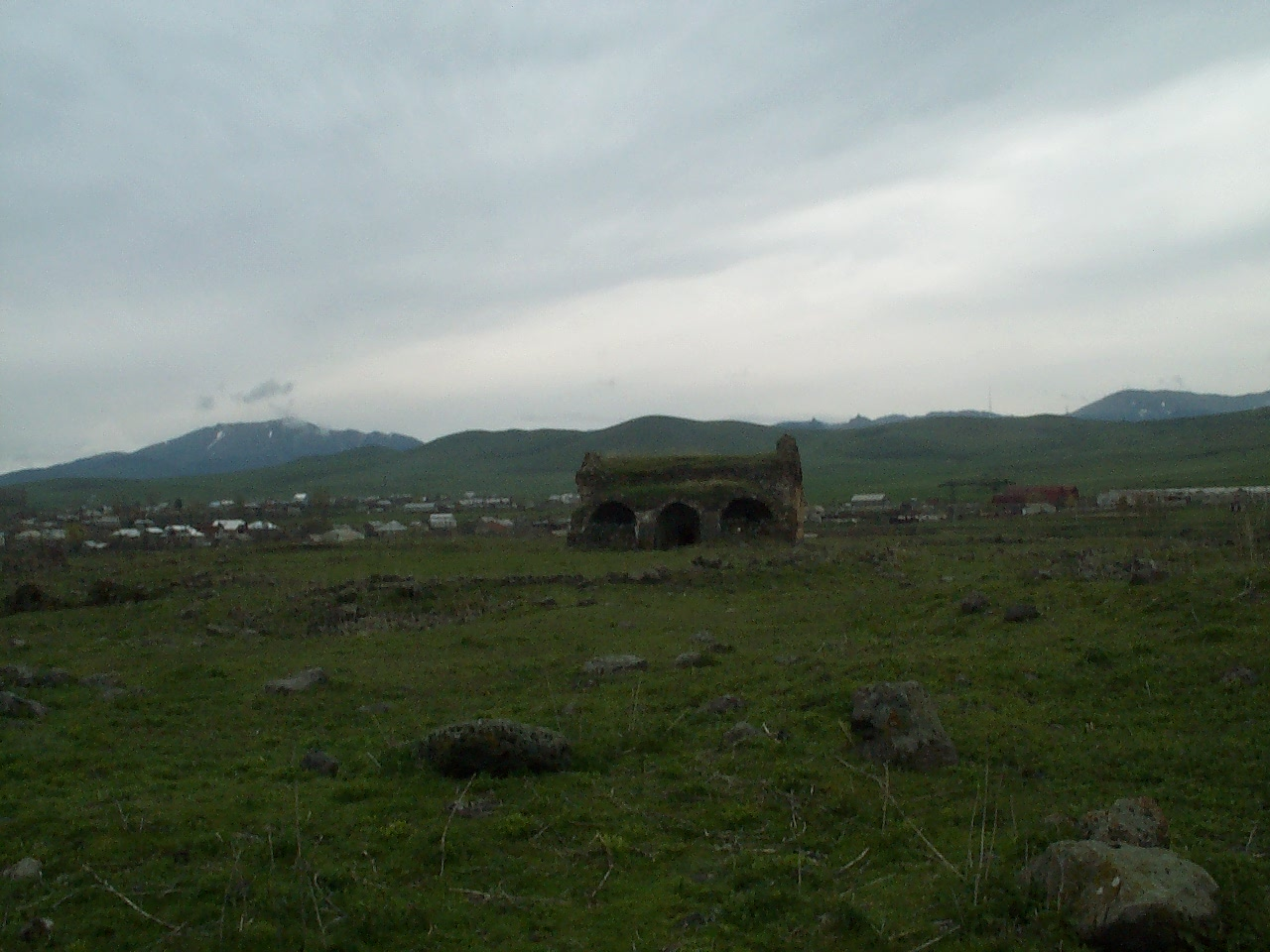
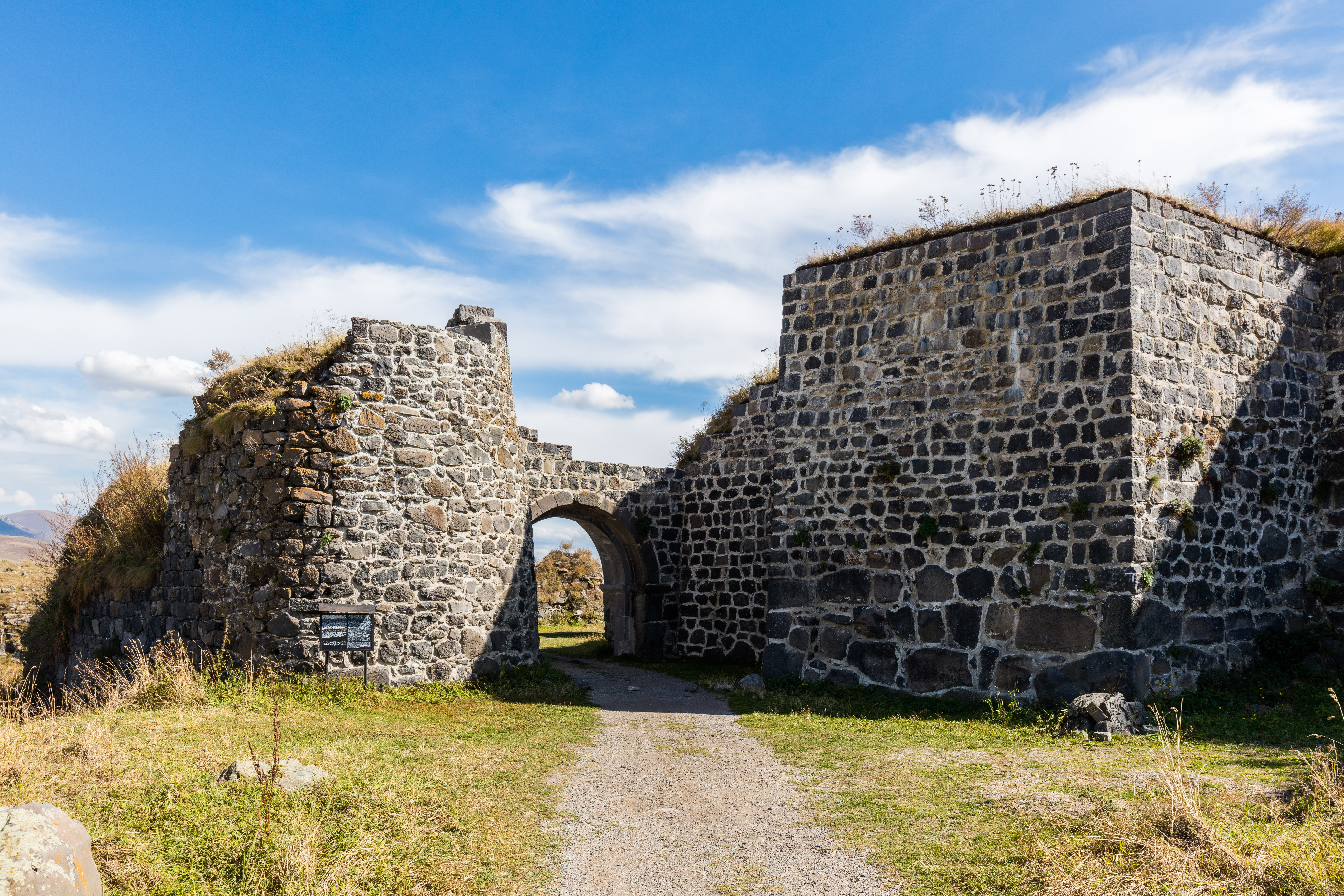
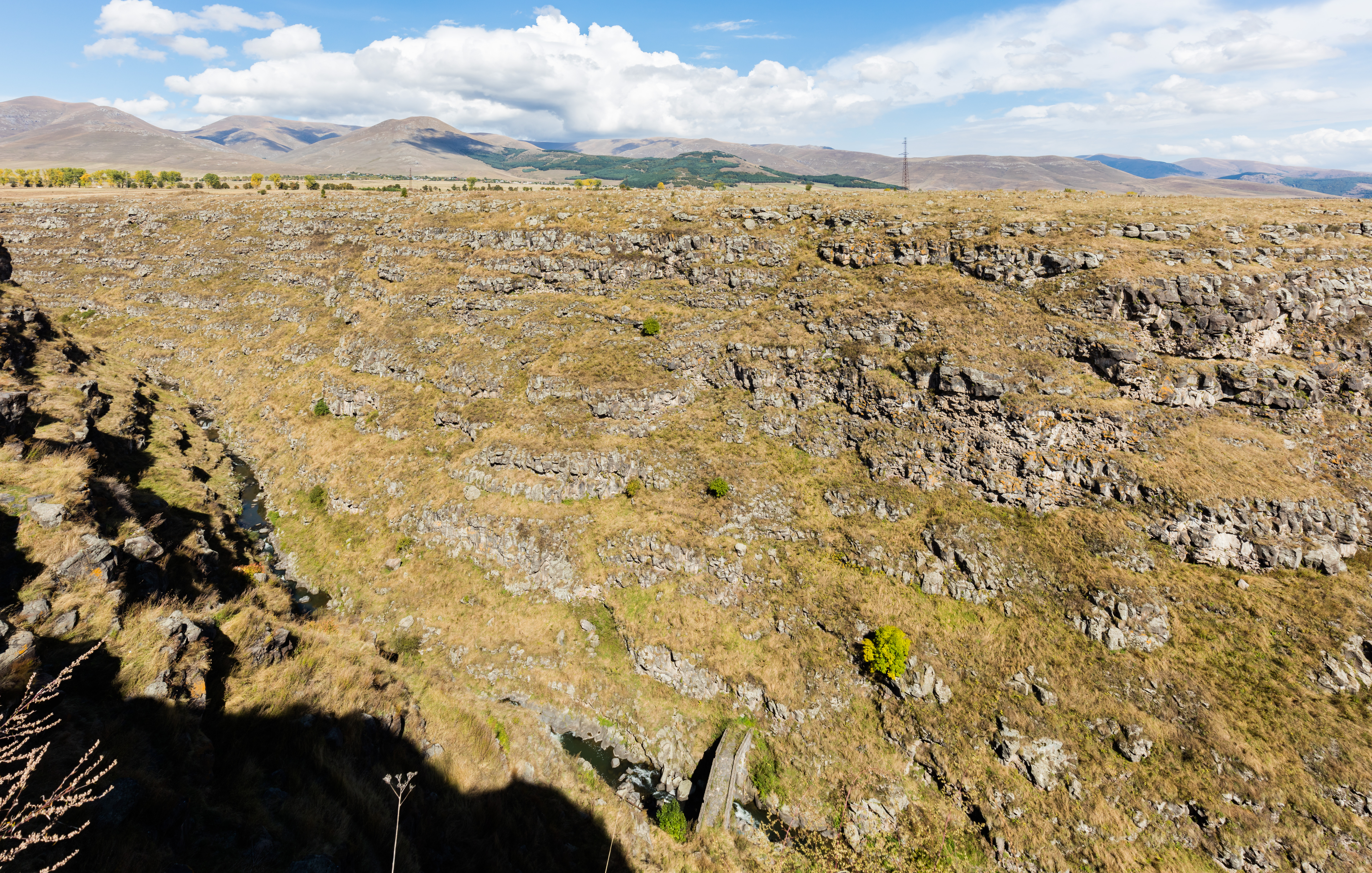
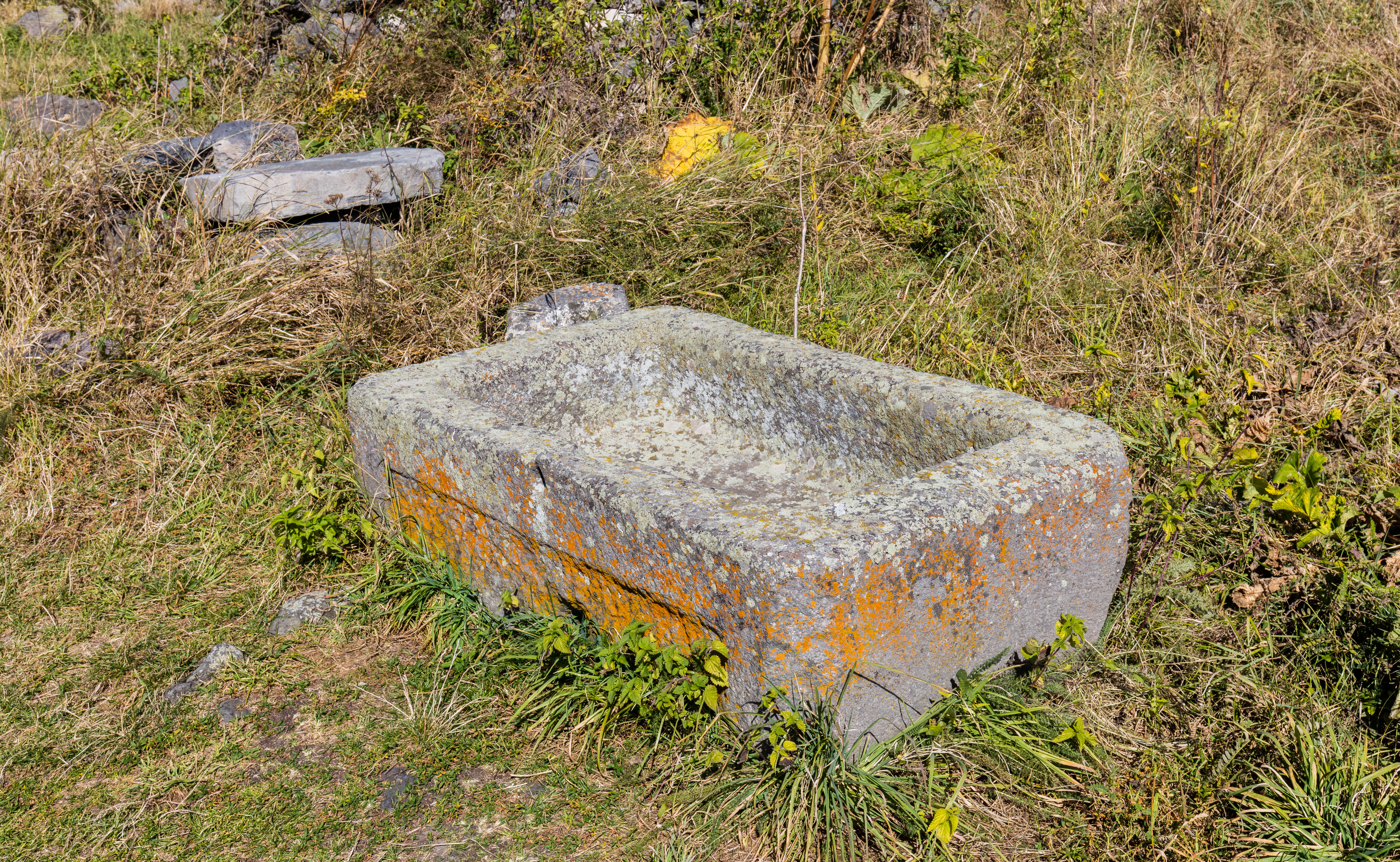
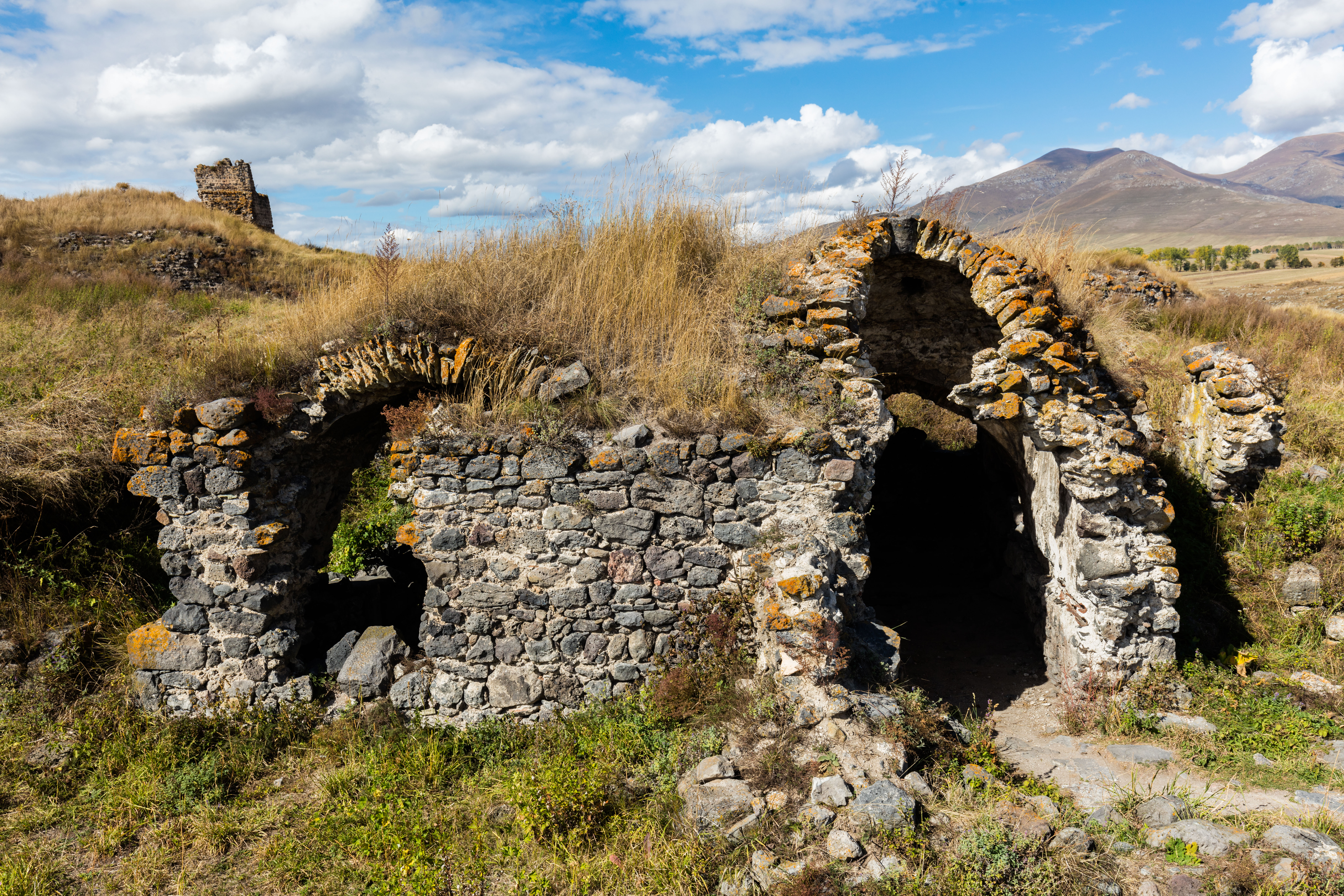
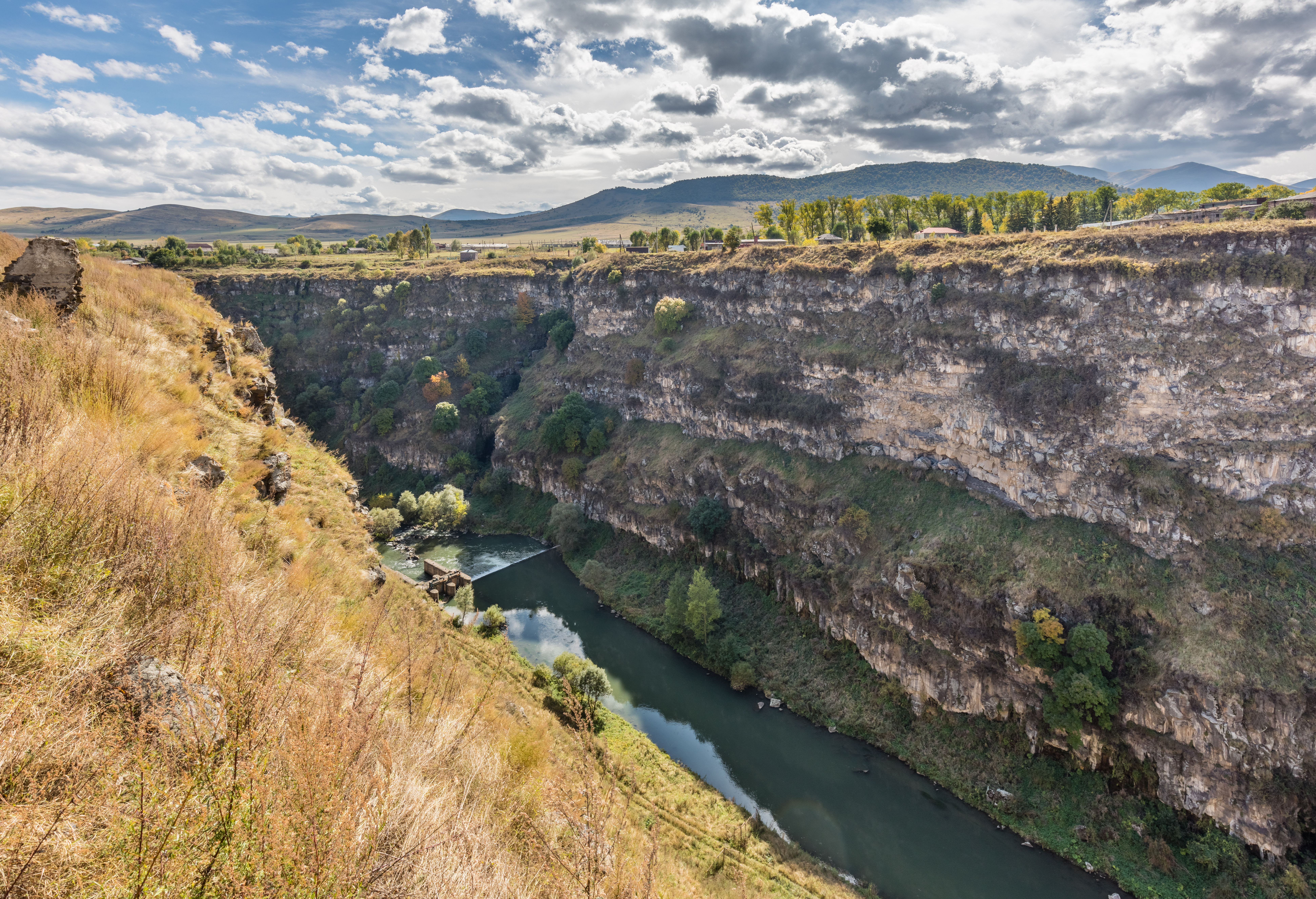
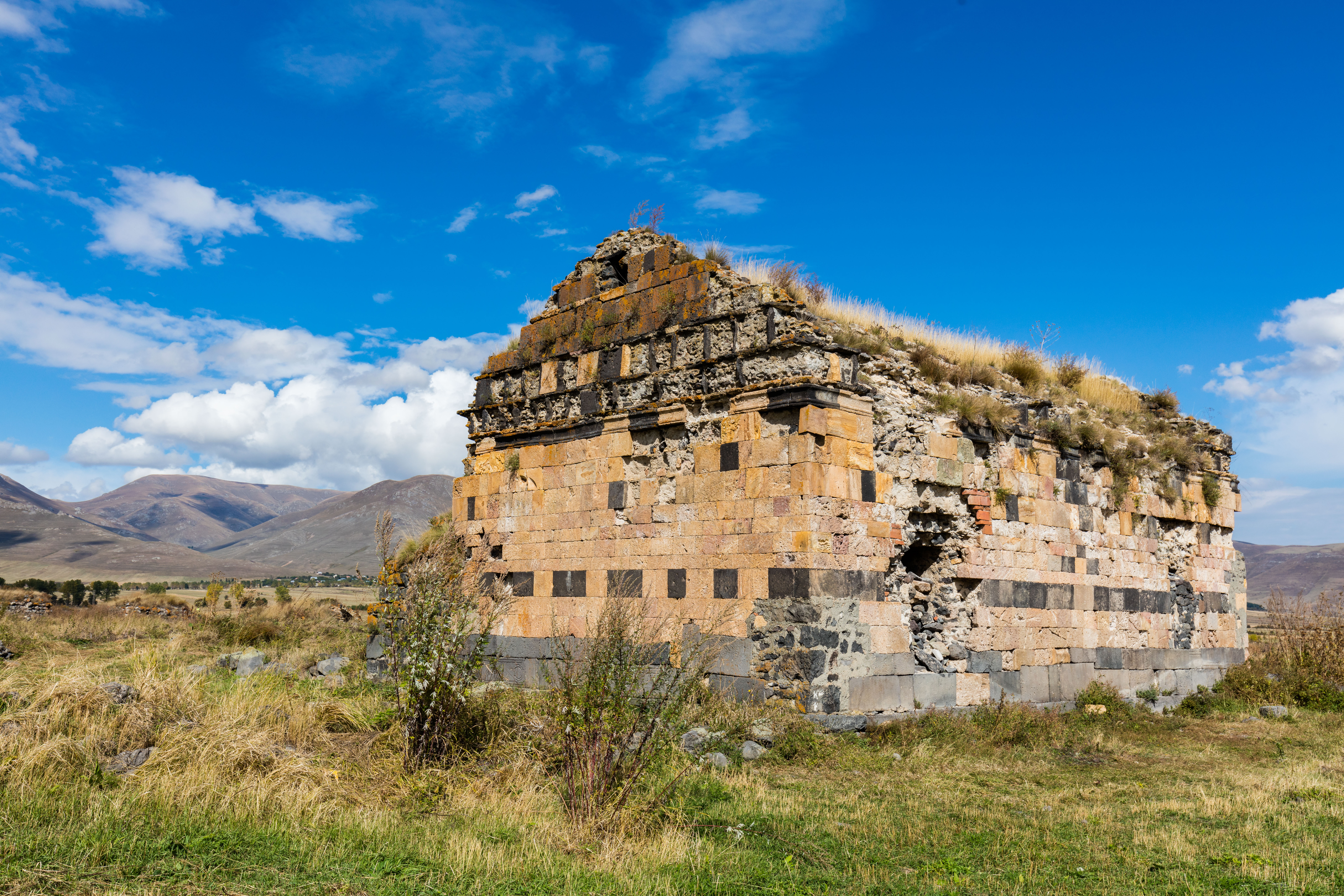
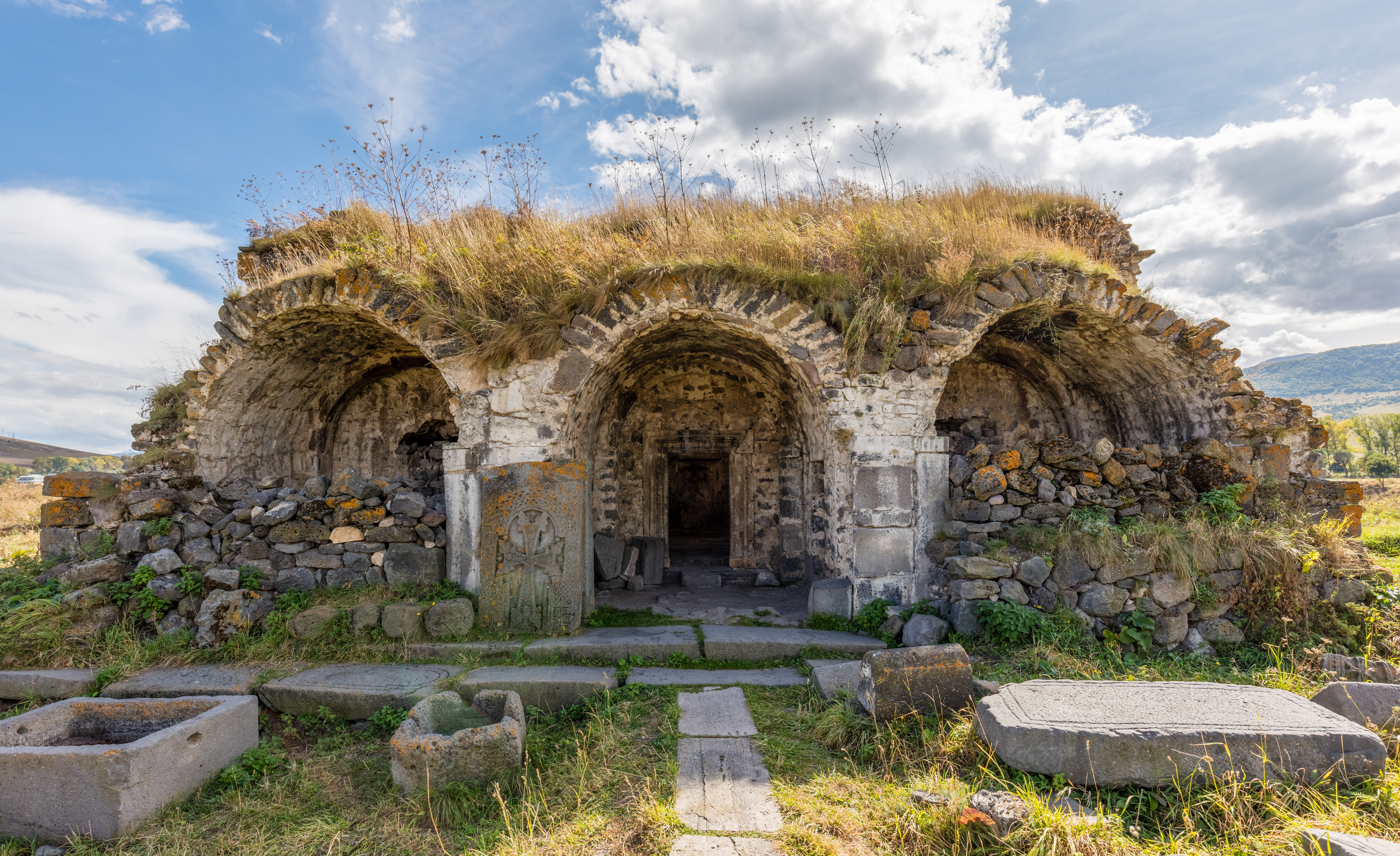